# Salgueiros Renegades
Salgueiros Renegades es un equipo de fútbol americano de  Oporto, Región Norte (Portugal).

## Historia
El 17 de noviembre de 2004 entrenaban en un parque de Oporto cinco aficionados al fútbol americano que serían los primeros jugadores de Porto Renegades, a los que se fueron incorporando otros amantes de este deporte. El 6 de febrero de 2005 deciden crear el equipo formalmente. En julio de 2005 disputan su primer partido, un encuentro amistoso contra Lisboa Crusaders. La llegada del entrenador Alberto Aliberti, exjugador de Navy Midshipmen elevó el nivel deportivo del equipo, que se inscribió en la temporada 2008 en la liga LNFA 2, su primera competición oficial.
En 2016 se fusionan con el Maia Mustangs y pasan a denominarse Maia Renegades. Posteriormente cambian de nombre a Portuscale Dragons, y, finalmente, desde 2020, a Salgueiros Renegades, integrándose en la estructura deportiva de Sport Comércio e Salgueiros en 2021.
Desde 2010 compite en la Liga Portuguesa de Fútbol Americano.